# 81 Pułk Strzelców Grodzieńskich

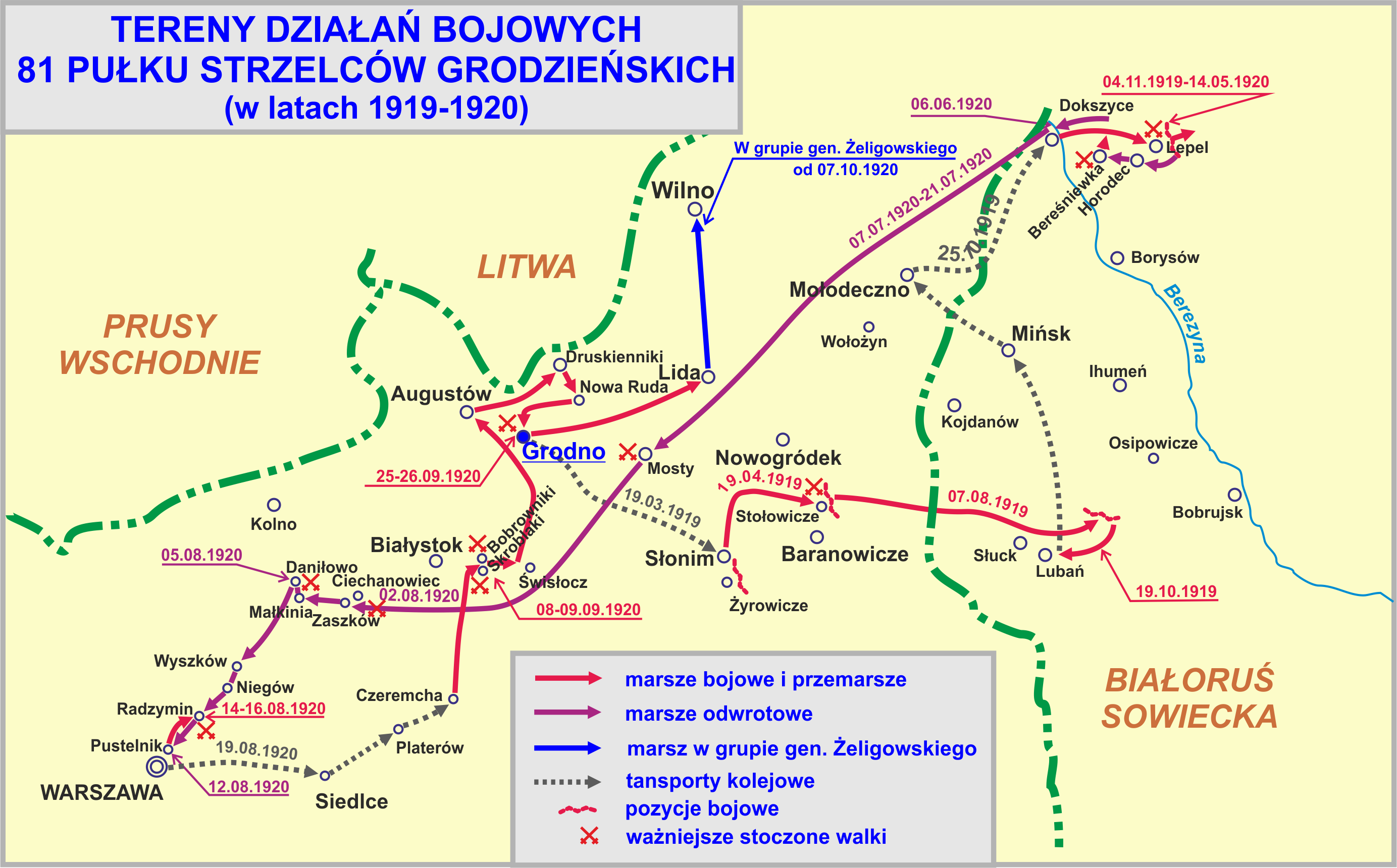
Tereny działań pułku w latach 1919–1920

81 Pułk Strzelców Grodzieńskich im. Króla Stefana Batorego (81 pp) – oddział piechoty samoobrony kresowej i Wojska Polskiego II RP.
Pułk wywodzi swój rodowód z formacji wojskowych Samoobrony Ziemi Grodzieńskiej (powstałej 12 listopada 1918). W czasie wojny 1920 roku jako Grodzieński pułk strzelców wchodził w skład 1 Dywizji Litewsko-Białoruskiej. Walczył z wojskami sowieckimi i litewskimi m.in. pod Stołowiczami, Bobrujskiem, na Litwie Środkowej, brał udział w bitwie warszawskiej i w obronie Suwalszczyzny.
Po reorganizacji Wojska Polskiego wszedł w skład 29 Dywizji Piechoty.
Przed 1939 stacjonował w Grodnie.
W kampanii wrześniowej 1939 pułk walczył w składzie macierzystej dywizji w ramach odwodowej Armii „Prusy”. Na skutek błędów dowództwa, działał w oderwaniu od sił głównych. Przeszedł szlak bojowy od lasu Bartkowice Mokre, przez Trzebiatów, Brzuzę, Wólkę Kuligowską, Kraszków do lasu Przysucha. Tu 12 września zaatakowany przez przeważające siły nieprzyjaciela został rozbity.

## W Samoobronie Ziemi Grodzieńskiej
Za dzień powstania pułku przyjęto 12 listopada 1918, kiedy powołano do życia Samoobronę Ziemi Grodzieńskiej.
W tym dniu z 14 komendantur rozlokowanych wokół Grodna do nowo formowanego pułku zaczęli napływać ochotnicy. Oficerowie rekrutowali się z byłej armii rosyjskiej oraz Korpusów Wschodnich. Szeregowi to wyłącznie ochotnicy z ziemi grodzieńskiej.
Umundurowanie stanowiły zarówno mundury niemieckie, jak i rosyjskie. Zdarzało się, że żołnierze chodzili we własnych ubraniach cywilnych. Odznaką odrębności oddziałów grodzieńskich były biało-czerwone opaski z pieczęcią Rady Regencyjnej. Podstawowe uzbrojenie – 500 karabinów z nabojami otrzymano od Niemców na podstawie umowy zawartej z dowództwem Ober-Ost.
Braki w uzbrojeniu i wyposażeniu, a także niechętne stanowisko Niemców, zmusiły władze polskie do odesłania części ochotników do Łap. Ogólny stan pododdziałów zamknął się liczbą 700 żołnierzy, w tym 30 konnych. Powstała w ten sposób formacja przyjęła nazwę 1 pułku Strzelców Grodzieńskich. Dowódcą mianowano mjr. Jana Jackiewicza, a I batalionem dowodził mjr Bronisław Bohaterewicz.
Do 10 stycznia 1919 sformowane i wyszkolone pododdziały skoncentrowano w Kopciówce. Dowódca I batalionu mjr Bohaterewicz dokonał podziału na trzy kompanie: 1. objął ppor. Oreluk, dowódcą 2. został ppor. Romanowski, a 3. ppor. Piotr Daniszewski. Ponadto utworzono oddział konny por. Czuczełowicza i oddział taborowy.
Szybki rozwój oddziału wzbudzał duże obawy Niemców. Postanowili oni rozbroić batalion zakwaterowany w Kopciówce. W nocy z 15 na 16 stycznia 1919 koszary w zostały otoczone przez niemiecki pułk piechoty. Po aresztowaniu polskich parlamentariuszy zmuszono strzelców grodzieńskich do częściowego rozproszenia i rozbrojenia. Jedynie oddział konny por. Czuczełowicza wyszedł z okrążenia. 23 stycznia aresztowano dowódcę pułku mjr. Jackiewicza.
Część pododdziałów skoncentrowała się ponownie w pobliżu Grodna. Dowództwo nad nimi objął mjr Bohaterewicz, odtworzył I batalion z kpt. Waśkiewiczem na czele. Batalion ten 4 lutego 1919 złożył uroczystą przysięgę.
Nowym dowódcą Samoobrony Ziemi Grodzieńskiej mianowany został płk Adam Dulewicz. Doprowadził on do zawarcia ponownej umowy z Niemcami, na mocy której grodzieński pułk miał skoncentrować się w Krynkach.

## W składzie Dywizji Litewsko-Białoruskiej
Kolejny etap reorganizacji 1 pułku Strzelców Grodzieńskich zapoczątkował rozkaz gen. Iwaszkiewicza dotyczący organizacji sztabu Grodzieńskiego Pułku Strzelców, a przewidzianego do składu Dywizji Litewsko-Białoruskiej. Organizował go płk Franciszek Ostrowski w Wołkowysku (Ośrodek Zapasowy DL-B). Zastępcą dowódcy został ppłk Stanisław Kowalski, stanowisko adiutanta objął por. Jerzy Dąbrowski. Pułk „samoobrony” miał stać się pełnowartościową jednostką odradzającego się Wojska Polskiego.
Pierwszym pododdziałem pułku, który wszedł w skład DL-B był półszwadron Grodzieńskich Ułanów por. Czuczełowicza. Stanowiło go trzech oficerów i pięćdziesięciu dwóch kawalerzystów. 7 marca mjr Bohaterewicz przyprowadził do Wołkowyska piechotę samoobrony i przekazał nad nią dowództwo płk. Ostrowskiemu. W tym momencie pułk liczył siedemnastu oficerów i dwustu pięćdziesięciu szeregowych. Utworzono wówczas I batalion Grodzieńskiego pułku strzelców (dowódca mjr Bohaterewicz) i szkołę podoficerską pod dowództwem kpt. Waśkiewicza.
II batalion pułku utworzony został w końcu maja z batalionu zapasowego DL-B w Wołkowysku. Podobnie jak I batalion złożony był wyłącznie z ochotników – kresowiaków.
Najpóźniej sformowano III batalion. Wszedł on w skład pułku dopiero w czerwcu 1920. Utworzono go z batalionu zapasowego 12 pułku piechoty z Wadowic. Według Janusza Odziemkowskiego jako III batalion dołączył do pułku Lotny Oddział Strzelców Konnych ppor. Stefana Felsztyńskiego, który oddał konie i przeformował się w dwie kompanie piechoty.
W grudniu 1919 batalion zapasowy pułku stacjonował w Baranowiczach.

## Pułk w walce o granice

### W wojnie polsko-bolszewickiej

#### W kampanii 1919
Pierwszym oddziałem grodzieńskiego pułku, który wziął udział w walkach był półszwadron Grodzieńskich Ułanów por. Stanisława Czuczełowicza, który wykonywał zadania zwiadowcze. W nocy z 9 na 10 marca 1919 pododdział ten brał udział w akcji wyparcia oddziałów sowieckich, które przejściowo zajęły Słonim.
19 marca 1919 Grodzieński Pułk Strzelców przybył transportem do Słonima, rozpoczynając służbę frontową. Obsadził on odcinek wzdłuż rzeki Szczary od Mironima do Żyrowic. Pełniąc służbę patrolową, prowadził szkolenie oraz uzupełniał stany osobowe.
W operacji przejęcia Wilna pułk działał w składzie grupy płk. Aleksandra Boruszczaka, której pierwszym zadaniem było opanowanie Baranowicz. 15 kwietnia rozpoczął się bój o Baranowicze. Wobec niemożliwości opanowania tej miejscowości z marszu, 17 kwietnia została utworzona tzw. „grupa północna” pod dowództwem płk. Ostrowskiego z zadaniem obejścia od północy Stołowicz i uderzenia w północne skrzydło Rosjan. W skład grupy weszły: pułk grodzieński bez 1. kompanii, 3 i 6 kompania pułku białostockiego, 8 baon milicji ludowej i działon 7 pap. 19 kwietnia, po całodziennej walce z sowieckim 4 Warszawskim pułkiem strzelców, grodzieński pułk zajął Stołowicze mając trzech zabitych i siedmiu rannych, biorąc do niewoli czterdziestu jeńców i zdobywając cztery ckm-y, siedem koni oraz znaczną ilość amunicji i uzbrojenia. Akcję pod Stołowiczami przyjmuje się za chrzest bojowy pułku walczącego w całości.
Po zdobyciu Stołowicz pułk pozostawał dłuższy czas w rejonie miasteczka, obsadzając linię okopów niemieckich z okresu I wojny światowej. 7 sierpnia pułk przeszedł do działań pościgowych, zatrzymując się ostatecznie na rubieży rzeki Ptyczy i pozostał w tym rejonie do 2 października 1919. Zadanie pułku polegało na zamknięciu luki w ugrupowaniu między rzekami Berezyną i Ptyczą.
19 października pułk grodzieński został zluzowany przez 2 pułk piechoty wielkopolskiej i odmaszerował w rejon Urzecze–Nowe Dorohi, a dalej 25 października koleją, przez Mińsk i Mołodeczno, udał się do rejonu Dokszyc, by 29 października obsadzić linię Komajok–Wolbanowicze.
4 listopada pododdziały pułku wzięły udział w walkach o Lepel, zdobyły go, a następnie broniły skutecznie przed atakami sowieckiej 52 Dywizji Strzelców. W wyniku walk o miasto pułk stracił ponad 20% swojego stanu osobowego. Niektóre kompanie liczyły jedynie ok. czterdziestu żołnierzy. Zimą nastąpiła reorganizacja pułku. Rozwiązano III batalion, a jego kosztem uzupełniono stany pozostałych pododdziałów. Monotonię zimowej kampanii urozmaicały częste wypady na pozycje wroga.

#### Działania odwrotowe 1920
14 maja 1920 nastąpiło uderzenie sowieckiej 15 Armii na pozycje 8 Dywizji Piechoty i 1 Dywizji Litewsko-Białoruskiej.
Pułk grodzieński liczący około 300 bagnetów broniąc 30-kilometrowego odcinka frontu przyjął uderzenie dwóch brygad sowieckich: 13 na pozycje II batalionu i 15 na stanowiska I batalionu.
Próba powstrzymania przeciwnika pod Zabojaniem nie powiodła się. Pułk został zepchnięty ze swych pozycji i wycofał się początkowo do Horodca, a następnie wraz z pozostałymi oddziałami 1 DL-B zajął pozycje obronne wzdłuż linii jezioro Dzwony – Pyszno – Osieciszcze, obsadzając rejon jeziora Lukowice – Burowie na południowym skrzydle dywizji.
15 maja pułk obsadził I batalionem przedmoście w Mościszczu, a siłami II batalionu patrolował rzekę na odcinku Karalina – Ulesia. 18 maja pułk toczył zacięte walki pod Mościszczem i Lipskiem, a dzień później pod Ulesiem i Karaliną.
20 maja doszło do boju pod Bereśniewką, w którym pułk stracił ponad dwustu żołnierzy (zabitych i rannych).
W Malewiczach pułk dostał uzupełnienie z dobrze wyszkolonych pododdziałów marszowych. Kompanie znowu liczyły ponad 100 bagnetów.
28 maja pułk w ramach przeciwnatarcia uderzył na Knajok. Jego czołowy I batalion rozbił przednią straż wroga w Hryniewiczach. 1 czerwca przeprowadził wypad na Chodaki i nacierał dalej, by 6 czerwca wyjść z walki i jako odwód dywizji ześrodkować się w rejonie Dokszyc.
4 lipca rozpoczęła się kolejna ofensywa wojsk sowieckich. Słaba linia placówek pułku nowogródzkiego została rozbita pod Czernicą Wielką. Kilkakrotne kontrataki pododdziałów grodzieńskich nie przyniosły rezultatu. 5 lipca pułk wycofał się z zajmowanych do tej pory linii niemieckich okopów.
W następnych dniach pułk prowadził działania odwrotowe. 21 lipca osiągnął linię Niemna i zajął centralny odcinek obrony dywizji od jeziora Winetejska do folwarku Michałówka. Głównym jego zadaniem była obrona przepraw w Mostach.
22 lipca miało miejsce kolejne uderzenie wojsk sowieckich. Decydujące natarcie przeprowadziła 6 Dywizja Strzelców na centrum 1 DL-B w Mostach. Podjęta w tym dniu próba sforsowania Niemna i zepchnięcia z pozycji grodzieńskiego pułku nie powiodła się. Także następnego dnia pułk skutecznie odpierał kolejne ataki nieprzyjaciela.
24 lipca pułk otrzymał rozkaz wycofania się znad Niemna i przejścia za Zelwiankę. Obsadził odcinek wzdłuż zachodniego brzegu rzeki od Piasków włącznie do ujścia Zelwianki do Niemna.
Wobec zagrożenia okrążeniem pułk musiał jednak odejść z pozycji obronnych. Będąc w straży tylnej dywizji, osłaniał jej wycofanie, a następnie wyjście z półokrążenia.
O świcie 2 sierpnia pułk obsadził zachodni brzeg rzeki Nurzec od ujścia do Bugu do Ciechanowca, tocząc jednocześnie bój z jednostkami 21 Dywizji Strzelców pod Zaszkowem.
W nocy z 3 na 4 sierpnia pułk przeprawił się promami na południowy brzeg Bugu, po czym w składzie 2 Brygady pomaszerował do Małkini. Tam ponownie przeprawił się na północny brzeg rzeki, by wziąć udział w manewrze ppłk. Rybickiego wyjścia na tyły wojskom sowieckim w rejonie Pułtuska.
5 sierpnia stoczył bój pod Daniłowem, a 7 sierpnia pod Kaczkowem; w obu bitwach miał pięćdziesięciu zabitych.
Następnie pułk grodzieński wycofał się wraz z brygadą z Wyszkowa i obsadził odcinek od Słopska do Niegowa. 12 sierpnia cofał się nadal, maszerując przez Radzymin i ześrodkował się w Pustelniku.

#### W ofensywie
W nocy z 13 na 14 sierpnia zapadła decyzja użycia 1 DL-B w natarciu na Radzymin. Grodzieński pułk miał uderzyć przez Słupno w ogólnym kierunku na Mokre siłami dwóch batalionów. I batalion piechoty stanowić miał odwód.
Pułk rozpoczął 14 sierpnia natarcie. Jednak przeciwuderzenie sowieckiej 81 Brygady Strzelców załamało polskie natarcie i grodzieński pułk został zmuszony do cofnięcia się na Słupno i Maty. Pozostał w tym rejonie do 15 sierpnia, kiedy ponownie wszedł do walki w boju o Radzymin.
W dniu tym jego pododdziały toczyły walki o Wólkę Radzyminińską, a po jej opanowaniu wyparły wroga z Aleksandrowa i Cegielni.
Wieczorem 15 sierpnia pułk wszedł do opuszczonego przez oddziały sowieckiej 21 Dywizji Strzelców Radzymina.
W godzinach nocnych obsadził Kraszewo i Rasztów, a III batalionem rejon Wiktorowa. W czasie marszu do Dybowa III batalion wszedł w kontakt ogniowy z oddziałami sowieckiej 71 i 81 Brygady Strzelców.
Ogółem w walkach pod Radzyminem w dniach 14–16 sierpnia Grodzieński pułk strzelców stracił ponad stu żołnierzy (zabitych i rannych).
19 sierpnia wieczorem pułk przegrupował się transportem kolejowym z Warszawy przez Siedlce – Platerów za Bug i osiągnął rejon koncentracji w okolicach Czeremchy. Tu została przeprowadzona reorganizacja pułku. Pododdziały otrzymały uzupełnienie z rozformowanego batalionu 101 pułku piechoty.
6–7 września pułk toczył walki pod Nową Wolą, gdzie wziął do niewoli ponad dwustu jeńców, zaś 8 września pod Skroblakami zdobył jedno działo i wziął do niewoli ok. pięćdziesięciu jeńców. Wreszcie 9 września po boju pod Bobrownikami osiągnął rubież rzeki Świsłocz.
Po zluzowaniu przez oddziały 3 DP Leg, pułk skoncentrował się w Augustowie i w składzie 1 DP Leg., wspólnie z 2. i 4 Brygadą Kawalerii, wszedł w skład 2 Armii (właściwie „grupy skrzydłowej”).
22 września ruszył przez Giby na Druskieniki. Jego III batalion otrzymał zadanie osłony mostów na Niemnie wcześniej uchwyconych przez kawalerię. 25 września maszerując na czele 2 Brygady z Zapurzy przez Hłuszniewo – Nową Rudę na Jeziory, pułk wykonywał manewr obejścia broniącej się w Grodnie sowieckiej 3 Armii. W nocy z 25 na 26 września stoczył zacięty bój na bagnety z oddziałami 63 Brygady Strzelców idącej na odsiecz Grodnu. Straty pułku wyniosły dwudziestu zabitych i sześćdziesięciu rannych. Straty wroga były niewspółmiernie większe. Poległo ok. dwustu żołnierzy sowieckich, a trzystu dostało się do niewoli.
Po bitwie pułk ześrodkował się w Lidzie, gdzie otrzymał nowe zadanie.

### W grupie Żeligowskiego na Litwie Środkowej
Pułk działając nadal w składzie 1 Dywizji Litewsko–Białoruskiej, wziął udział w „buncie Żeligowskiego”. 7 października 1920 rozpoczął marsz „na Wilno”. Działając na czele 2 Brygady, maszerował w kierunku Wielka Czernica–Kudonino. Atakiem z marszu zdobył Ogrodniki. Po zajęciu Wilna pułk ubezpieczał je od północy.

### Bilans walk
W latach 1918–1920 zginęło w walkach stu dziewięćdziesięciu sześciu oficerów i szeregowych. Ponadto 90 zmarło na froncie. Niniejsza lista nie obejmuje w pełni strat „Lotnego Oddziału" (III batalionu) oraz marszówek, wcielonych podczas walk nad Górną Berezyną, pod Mostami i Radzyminem. Według wykazów liczbowych straty pułku wynoszą: zabitych 260, rannych około 800 i zaginionych około 300.
| Żołnierze pułku polegli i zmarli z ran w wojnie polsko–bolszewickiej | Żołnierze pułku polegli i zmarli z ran w wojnie polsko–bolszewickiej | Żołnierze pułku polegli i zmarli z ran w wojnie polsko–bolszewickiej |
| Oficerowie                                                           | Oficerowie                                                           | Oficerowie                                                           |
| -------------------------------------------------------------------- | -------------------------------------------------------------------- | -------------------------------------------------------------------- |
| ppor. Bckker                                                         | por. Borkiewicz Józef                                                | por. Bortkiewicz. Franciszek Michał                                  |
| pchor. Ewiak Michał                                                  | ppor. Kuś Wojciech                                                   | ppor. Łuszczyliski-Trojekurew Cyryl                                  |
| ppor. Milewski Eustachy                                              | por.Oreluk Feliks                                                    | por. Rybek Józef                                                     |
| ppor. S.G. Romaszewski Seweryn                                       | ppor. Sirotkiewicz Piotr                                             | ppor. Sobieszcz.ański Stanisław                                      |
| ppor. hr. Soltan Stanisław                                           | ppor. Tarnowski Józef                                                | ppor. Wilga Wiktor                                                   |
| pchor. Żłobikbwski Stanisław                                         |                                                                      |                                                                      |
| Szeregowi                                                            |                                                                      |                                                                      |
| st. szer. Amorek                                                     | szer. Barczewski Jau                                                 | szer. Boguszko Romuald                                               |
| szer. Bryś Franciszek                                                | szer. Buta Teofil                                                    | szer. Chojnacki Ignacy                                               |
| szer. Chora Stefan                                                   | szer. Choncer Józef                                                  | st. szer. Chłosta Stefan                                             |
| szer. Cimosz Bronisław                                               | szer. Czopek Antonii                                                 | szer. Czajkowski Jan                                                 |
| szer. Czermaliski Józef                                              | szer. Czercszkicwicz Ludwik                                          | plut. Cylwik Jan                                                     |
| szer. Cyilzik Jan                                                    | plut. Danilowicz Jan                                                 | szer. Dłubak Antoni                                                  |
| szer. Drewieukow Paweł                                               | st. szer. Dubas Adolf                                                | st. szer. Duda Florjan                                               |
| sierż. Dudwał Władysław                                              | szer. Dugowski Józef                                                 | szer. Działek Piotr                                                  |
| st. szer. Dzierzęcki Eugenjusz                                       | szer. Dziuba Kazimierz                                               | sierż. Dziurdź Stanisław                                             |
| szer. Fabisiak Józef                                                 | szer. Fabjańczyk Władysław                                           | szer. Filiński Józef                                                 |
| szer. Gietsh                                                         | st. szer. Gliński Ednuind                                            | szer. Grula Stefan                                                   |
| szer. Grędziński Franciszek                                          | szer. Grygier Antoni                                                 | szer. Grzewa Paweł                                                   |
| szer. Haładyu Antoni                                                 | plut. Hajduk Aleksander                                              | kpr. Hauk Józef                                                      |
| szer. Hurek Stanisław                                                | kpr. Hakowicz-Naczko Karol                                           | szer. Indyk Stanisław                                                |
| szer. lrlacli Kazimierz                                              | szer. Jankiewicz Władysław                                           | st. szer. Jabłoński Stanisław                                        |
| szer. Jadurski Bolesław                                              | kpr. Jakubik Władysław                                               | szer. Jiulyk Jan                                                     |
| szer. Jurkiewicz Stefan                                              | plut. Kalinowski Bolesław                                            | plut. Kupisz Jan                                                     |
| szer. Karaś Józef                                                    | kpr. Kasprzycki Stanisław'                                           | szer. Kiedel Florjan                                                 |
| szer. Kmin Tomasz                                                    | szer. Kopyś Jan                                                      | szer. Kościński Aleksander                                           |
| sierż. Kosiorowski Józef                                             | plut. Kowalczyk Stanisław                                            | szer. Kowalczyk Bronisław                                            |
| szer. Kowalski Jan                                                   | szer. Kosko                                                          | kpr. Krawczyk Henryk                                                 |
| szer. Kratter Berthold                                               | szer. Królikowski Walenty                                            | szer. Krygier Antoni                                                 |
| szer. Krysiuk Jerzy                                                  | szer. Krywienia Michał                                               | plut. Kulak Teodor                                                   |
| szer. Kułakowski Jan                                                 | szer. Kucaj Jan                                                      | szer. Kurek Józef                                                    |
| st. szer. Langner Józef                                              | szer. Łączyński Leon                                                 | szer. Leeli Marcin                                                   |
| kpr. Lewczuk                                                         | szer. Luczno Antoni                                                  | szer. Lus Reinhold                                                   |
| szer. Łobza Jan                                                      | szer. Łoziński Piotr                                                 | szer. Łukaszczuk Józef                                               |
| szer. Macek Jan                                                      | szer. Madziński Zygmunt                                              | szer. Maron Rudolf                                                   |
| san. Marcinkowski Józef                                              | st. szer. Marek                                                      | szer. Matusiewicz Tadeusz                                            |
| szer. Mazurowski Franciszek                                          | szer. Mcndak Józef                                                   | szer. Migowski Franciszek                                            |
| szer. Miklasz Jan                                                    | szer. Mikołajczyk Jan                                                | szer. Miltko Jan                                                     |
| szer. Mikoń Stanisław                                                | szer. Milewski Andrzej                                               | szer. Moroz Jan                                                      |
| szer. Mozolewski Józef                                               | kpr. Mroczkowski Dominik                                             | szer. Musiał Antoni                                                  |
| szer. Narbut Szymon                                                  | szer. Niedźwiecki Kazimierz                                          | szer. Nowodworski Kazimierz                                          |
| szer. Obus                                                           | kpr. Olesiuk Aleksander                                              | szer. Ostrower Henryk                                                |
| szer. Ostrowski Kazimierz                                            | szer. Owczarek Władysław                                             | szer. Pakulski Franciszek                                            |
| szer. Palmowicz Kazimierz                                            | szer. Petelczyc Antoni                                               | szer. Pbcli Antoni                                                   |
| szer. Poletczyn Antoni                                               | szer. Popici uk Jan                                                  | szer. Porzecki Józef                                                 |
| szer. Pobjańczyk Władysław                                           | szer. Protasiewicz Jan                                               | szer. Przenica Szmul                                                 |
| szer. Przepiórski Józef                                              | . plut. Purkiewicz Piotr                                             | szer. Radosz Andrzej                                                 |
| kpr. Rank Józef                                                      | szer. Rudkowski Witalis                                              | szer. Rakowski Bronisław                                             |
| szer. Rudolf Franciszek                                              | szer. Ruszkowski Kazimierz                                           | kpr. Sadlej Grzegorz                                                 |
| st. szer. Salomonowicz Kazimierz                                     | szer. Scrafinowicz Władysław                                         | st. szer. Selczek                                                    |
| szer. Siedant Franciszek                                             | st. szer. Skibel Bronisław                                           | szer. Skóra Józef                                                    |
| kpr. Skrzypek Jan                                                    | szer. Skuza Jan                                                      | szer. Skuza Józef                                                    |
| szer. Śliwiński Władysław                                            | szer. Śluzek Stanisław                                               | szer. Sobocki Wawrzyniec                                             |
| szer. Soboń Walenty                                                  | szer. Socliowski                                                     | kpr. Sołonowiez Kazimierz                                            |
| szer. Sobiecki Jan                                                   | szer. Sommerfeld August                                              | szer. Sosnowski Wacław                                               |
| szer. Średnicki Ignacy                                               | sierż Srzednicki Ignacy                                              | szer. Stasiak Antoni                                                 |
| szer. Stefaniak Józef                                                | szer. Stodolik Jan                                                   | szer. Stwolowicz                                                     |
| kpr. Sucliicli Grzegorz                                              | szer. Szczeszkiewicz Ludwik                                          | szer. Szkura                                                         |
| szer. Szmatlik Jan                                                   | szer. Sztukowski Władysław                                           | szer. Szulklaper Berek                                               |
| plut. Szustar Rudolf                                                 | szer. Szydłowski Stanisław                                           | szer. Szymański Józef                                                |
| szer. Szymczak Józef                                                 | szer. Tomczyńskd Leon                                                | szer. Trojanowski Jan                                                |
| szer. Turosz Franciszek                                              | szer. Walter Alfons                                                  | . kpr. Wąsowski Wincenty                                             |
| szer. Wlazło Władysław                                               | szer. Wojciechowski Walenty                                          | sierż. Wojkszner Bolesław                                            |
| sierż. Woynilowicz Stefan                                            | szer. Wróbel Józef                                                   | st. szer. Włodarczyk Antoni                                          |
| szer. Wysocki Roman                                                  | szer. Za jąc Antoni                                                  | szer. Zając Leon                                                     |
| szer. Zając Stanisław                                                | szer. Zajczykow Władysław                                            | kpr. Zaniewski Józef                                                 |
| szer. Zawada Wojciech                                                | szer. Ziarko Jan                                                     | szer. Zieliński                                                      |

### Kawalerowie Virtuti Militari
| Żołnierze pułku odznaczeni Krzyżem Srebrnym Orderu Wojskowego Virtuti Militari za wojnę 1918–1921 | Żołnierze pułku odznaczeni Krzyżem Srebrnym Orderu Wojskowego Virtuti Militari za wojnę 1918–1921 | Żołnierze pułku odznaczeni Krzyżem Srebrnym Orderu Wojskowego Virtuti Militari za wojnę 1918–1921 |
| ------------------------------------------------------------------------------------------------- | ------------------------------------------------------------------------------------------------- | ------------------------------------------------------------------------------------------------- |
| Krzyżem Złotym                                                                                    | ppłk Kazimierz Rybicki                                                                            | ppłk Kazimierz Rybicki                                                                            |
| Krzyżem Srebrnym                                                                                  |                                                                                                   |                                                                                                   |
| chorągiew pułkowa                                                                                 | szer. Jan Badziński*                                                                              | sierż. Roman Benisz*                                                                              |
| ppłk Bronisław Bohaterewicz*                                                                      | śp. por. Józef Borkiewicz** nr 4922                                                               | por. Witold Ciechanowicz*                                                                         |
| ppor. Piotr Daniszewski** nr 4040                                                                 | ppor. Jan Domoracki** nr 4191                                                                     | kpr. Franciszek Gniłka (Gniłko)** nr 3753                                                         |
| kpr. Józef Ilkiewicz*                                                                             | mjr Mieczysław Kaleński-Jaśkiewicz** nr 4126                                                      | plut. Kazimierz Kalicki** nr 4114                                                                 |
| st. szer. Józef Kisiel** nr 4034                                                                  | st. szer. Witold (Wiktor) Komko*                                                                  | plut. Józef Kosiorowski                                                                           |
| plut. Zygmunt Kubacki** nr 3758                                                                   | ppor. Wacław Kuferski** nr 4071                                                                   | sierż. Stanisław Naprawski** nr 4053                                                              |
| ppor. Feliks Oreluk** nr 4920                                                                     | ppor. Piotr Pełka** nr 3754                                                                       | ppor. Konstanty Piotrowicz (Pietrowicz)** nr 4058                                                 |
| sierż. Hieronim Puciłowski** nr 4055                                                              | st. szer. Jan Redel** nr 4187                                                                     | ppor. Edward Romanowski                                                                           |
| ppłk Kazimierz Rybicki*                                                                           | ppłk szt. gen. Seweryn Rymaszewski                                                                | sierż. Józef Siedlikowski*                                                                        |
| ppor. Piotr Sirotkiewicz** nr 4921                                                                | plut. Jan Ślusarz** nr 3751                                                                       | ppor. Stanisław Sobieszczański*                                                                   |
| por. Franciszek Songin*                                                                           | st. sierż. Antoni Symomowicz*                                                                     | por. Wacław Szymański** nr 4138                                                                   |
| ppłk Bolesław Waśkiewicz*                                                                         | sierż. Roman Weber*                                                                               | sierż. Władysław Węglarz** nr 4181                                                                |
| kpr. Mieczysław Wojciechowski* nr 2278                                                            | plut. Bolesław Wojkszner** nr 4059                                                                | sierż. Aleksander Zarecz** nr 4093                                                                |
| st. szer. Albin Zuwalski** nr 4135                                                                | plut. Edward Żemajtis* nr 368                                                                     |                                                                                                   |

Za bohaterstwo w walce chorągiew pułkową i czterdziestu żołnierzy odznaczono Krzyżem Srebrnym Orderu Wojskowego Virtuti Militari, a stu siedemdziesięciu Krzyżem Walecznych. Krzyżem Zasługi Wojsk Litwy Środkowej odznaczono dziewięćdziesięciu sześciu żołnierzy.

## Pułk w okresie pokoju

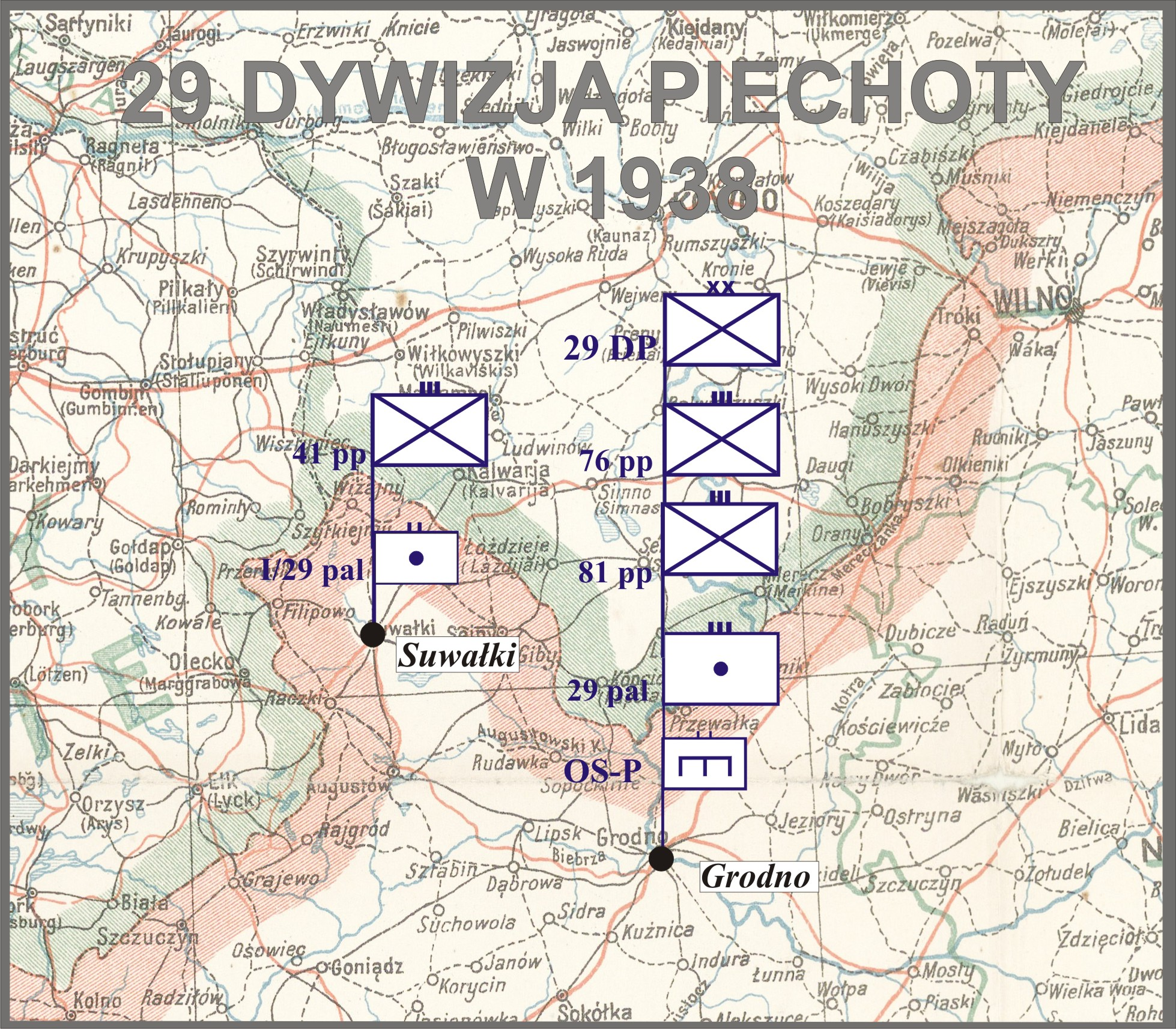

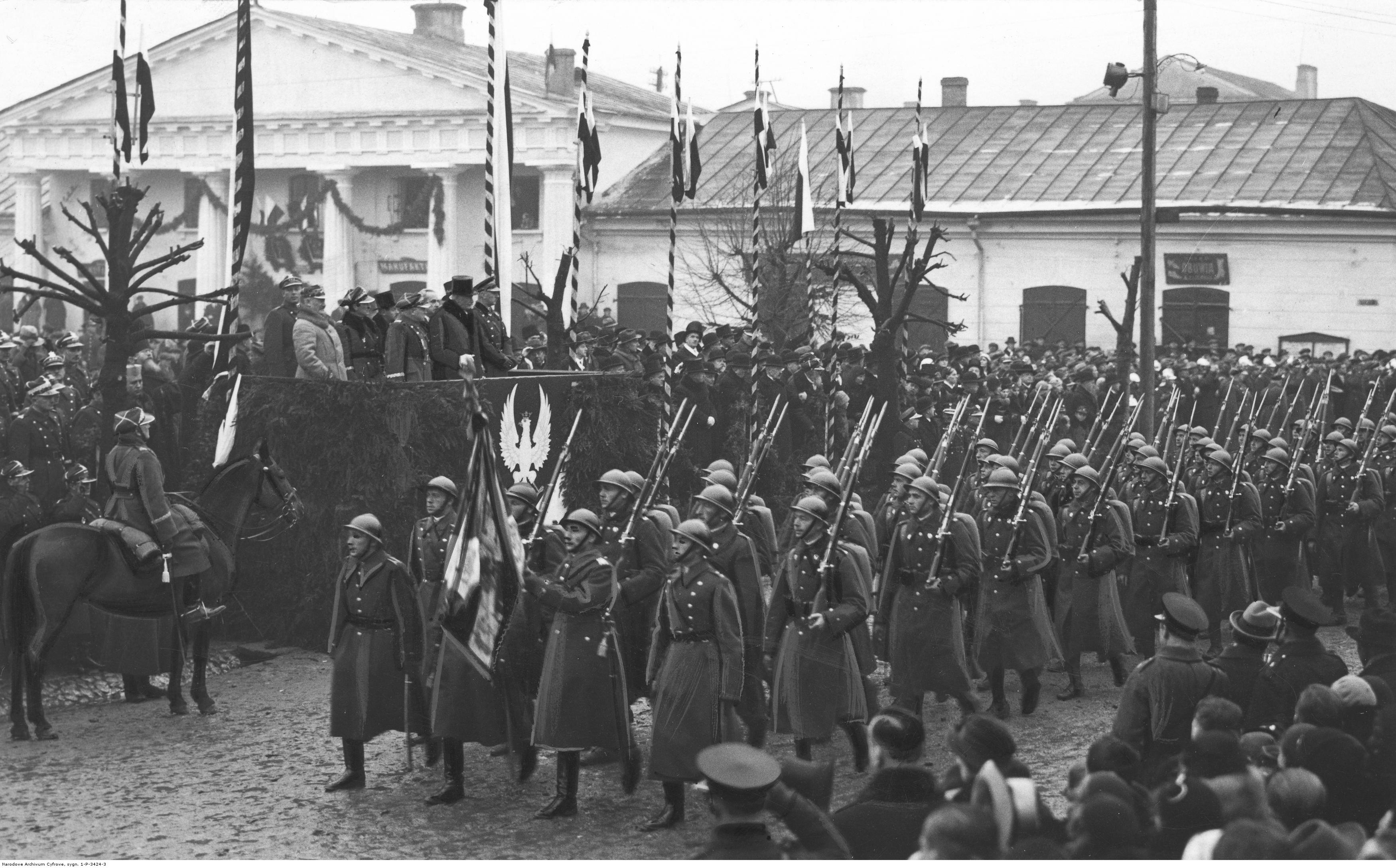
Obchody 400 rocznicy urodzin króla Stefana Batorego w Grodnie – defiluje 81 pp. Na trybunie honorowej prezydent RP Ignacy Mościcki.

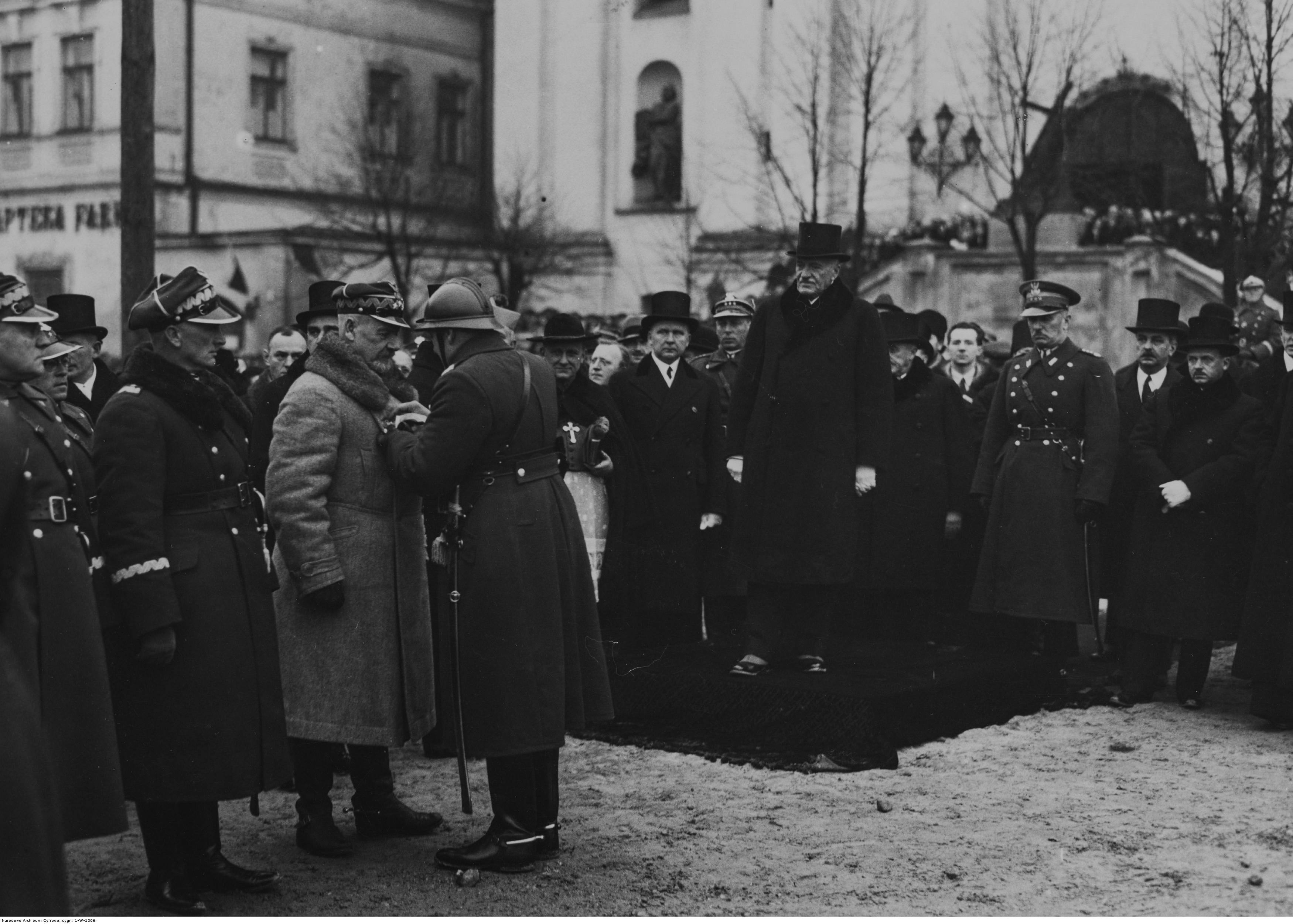
15-lecie 81 pp w Grodnie – d-ca pułku dekoruje odznaką gen. Lucjana Żeligowskiego

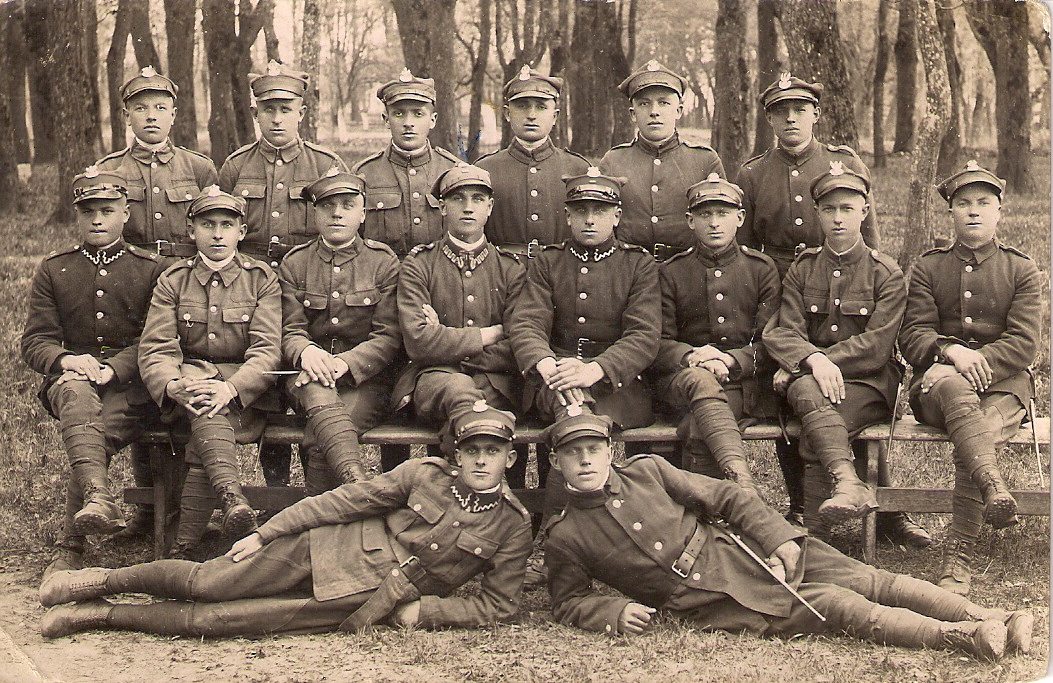
Żołnierze 81 pp

W latach 1923–1939 pułk stacjonował w Grodnie na terenie Okręgu Korpusu Nr III.
19 maja 1927 roku minister spraw wojskowych marszałek Polski Józef Piłsudski ustalił i zatwierdził dzień 22 sierpnia, jako datę święta pułkowego. 6 czerwca 1928 roku Minister Spraw Wojskowych marszałek Polski Józef Piłsudski zmienił datę święta pułkowego 81 pp z dnia 22 sierpnia na dzień 12 listopada.
Na podstawie rozkazu wykonawczego Ministerstwa Spraw Wojskowych do Departamentu Piechoty o wprowadzeniu organizacji piechoty na stopie pokojowej PS 10-50 z 1930 roku, w Wojsku Polskim wprowadzono trzy typy pułków piechoty. 81 pułk piechoty zaliczony został do typu II pułków piechoty (tzw. wzmocnionych). W każdym roku otrzymywał około 845 rekrutów. Stan osobowy pułku wynosił 68 oficerów oraz 1900 podoficerów i szeregowców. Na czas wojny przewidywany był do pierwszego rzutu mobilizacyjnego. W okresie zimowym posiadał dwa bataliony starszego rocznika i batalion szkolny, w okresie letnim zaś trzy bataliony strzeleckie. Jego stany były wyższe od pułku „normalnego” (typ I) o ok. 400-700 żołnierzy. W tym czasie wprowadzono też dodatkowo kompanię karabinów maszynowych. Stan pułku powiększył się o 4 oficerów, 13 podoficerów, 1200 szeregowców i 12 karabinów maszynowych.
W pułku, tytułem eksperymentu, utworzono kompanię podchorążych rezerwy piechoty. W jej skład wchodziły trzy plutony strzeleckie i pluton karabinów maszynowych. Kompania pod względem organizacyjnym i wyszkolenia podlegała dowódcy dywizji, a pod względem administracyjnym dowódcy pułku.
| Obsada personalna i struktura organizacyjna w marcu 1939 | Obsada personalna i struktura organizacyjna w marcu 1939 |
| Stanowisko                                               | Stopień, imię i nazwisko                                 |
| Dowództwo, kwatermistrzostwo i pododdziały specjalne     | Dowództwo, kwatermistrzostwo i pododdziały specjalne     |
| -------------------------------------------------------- | -------------------------------------------------------- |
| dowódca pułku                                            | płk Edward Banaszak                                      |
| I zastępca dowódcy                                       | ppłk dypl. Zygmunt Cetnerowski                           |
| adiutant                                                 | mjr Seweryn Karol Byszek                                 |
| starszy lekarz                                           | kpt. lek. dr Konrad Jurowski                             |
| młodszy lekarz                                           | vacat                                                    |
| II zastępca dowódcy (kwatermistrz)                       | ppłk Stefan Mrozek                                       |
| oficer mobilizacyjny                                     | kpt. Marian Zywert                                       |
| z-ca oficera mobilizacyjnego                             | kpt. Bolesław Tworogal                                   |
| oficer administracyjno-materiałowy                       | kpt. Czesław Polikarp Kalinowski                         |
| oficer gospodarczy                                       | kpt. int. Aleksander Czarnocki                           |
| oficer żywnościowy                                       | vacat                                                    |
| oficer taborowy                                          | Kazimierz II Chojnowski                                  |
| kapelmistrz                                              | kpt. adm. (kapelm.) Tomasz Radziszewski                  |
| dowódca plutonu łączności                                | por. Wacław Eustachiusz Bareja                           |
| dowódca plutonu pionierów                                | por. Jan Kamiński                                        |
| dowódca plutonu artylerii piechoty                       | kpt. art. Gustaw Bolesław Różycki                        |
| dowódca plutonu ppanc.                                   | por. Władysław Szłyk                                     |
| dowódca oddziału zwiadu                                  | por. Stanisław I Kałużny                                 |
| I batalion                                               |                                                          |
| dowódca batalionu                                        | mjr Piotr Marciniak                                      |
| dowódca 1 kompanii                                       | kpt. Józef Ujazdowski                                    |
| dowódca plutonu                                          | por. Mieczysław Sokolnicki                               |
| dowódca plutonu                                          | ppor. Edward Sobczyk                                     |
| dowódca 2 kompanii                                       | por. Marian Widzowski                                    |
| dowódca plutonu                                          | ppor. Władysław Silarski                                 |
| dowódca plutonu                                          | ppor. Antoni Aleksander Bednarczyk                       |
| dowódca 3 kompanii                                       | p.o. por. Zygmunt Józef Bieńkowski                       |
| dowódca plutonu                                          | ppor. Jan Borgula                                        |
| dowódca 1 kompanii km                                    | por. Edward Laszuk                                       |
| dowódca plutonu                                          | por. Czesław Pietrewicz                                  |
| II batalion                                              |                                                          |
| dowódca batalionu                                        | mjr Wacław Ptaszyński                                    |
| dowódca 4 kompanii                                       | kpt. Czesław Kazimierz Michalczyk                        |
| dowódca plutonu                                          | por. Jerzy Kopczyński                                    |
| dowódca plutonu                                          | ppor. Michał Wawrzyniec Kosiba                           |
| dowódca 5 kompanii                                       | kpt. Józef Julian Zatopiański                            |
| dowódca plutonu                                          | ppor. Kazimierz Zając                                    |
| dowódca plutonu                                          | ppor. Roman Jerzy Fiedorowicz                            |
| dowódca 6 kompanii                                       | kpt. Lucjan Marceli Zalewski                             |
| dowódca plutonu                                          | ppor. Teodor Kowalczyk                                   |
| dowódca 2 kompanii km                                    | kpt. Konrad Leopold Stępień                              |
| dowódca plutonu                                          | ppor. Mikołaj Witold Drozdowicz                          |
| III batalion                                             |                                                          |
| dowódca batalionu                                        | vacat                                                    |
| dowódca 7 kompanii                                       | por. Władysław Żogło                                     |
| dowódca plutonu                                          | ppor. Piotr Nowiński                                     |
| dowódca 8 kompanii                                       | por. Stanisław Józef Sokołowski                          |
| dowódca plutonu                                          | por. Józef Jan Storc                                     |
| dowódca 9 kompanii                                       | por. Włodzimierz Dulniak                                 |
| dowódca plutonu                                          | ppor. Hubert Karol Kobarski                              |
| dowódca plutonu                                          | ppor. Witold Marian Nowakowski                           |
| dowódca 3 kompanii km                                    | kpt. Mieczysław Michał Ciesiuński                        |
| dowódca plutonu                                          | ppor. Franciszek Antoni Beck                             |
| na kursie                                                | por. Franciszek Zwaniecki                                |
| na kursie                                                | por. Antoni Henryk Barański                              |
| na kursie                                                | ppor. Ryszard Czesław Dergiman                           |
| na kursie                                                | ppor. Rajmund Kiwacz                                     |
| 81 Obwód Przysposobienia Wojskowego (Grodno przy 81 pp)  |                                                          |
| komendant obwodowy PW                                    | mjr piech. Bolesław Szajda                               |
| komendant miejski PW Grodno                              | por. kontr. piech. Florian Synakiewicz                   |
| komendant powiatowy PW Sokółka                           | kpt. piech Alfred Andrzej Willich                        |

## Wojna obronna 1939
We wrześniu 1939 walczył w składzie macierzystej dywizji w odwodowej Armii „Prusy”.
Początkowo planowano wykorzystać dywizję na głównym wysiłku obrony w składzie Armii „Łódź”. Jednak latem 1939 marszałek Edward Rydz-Śmigły podporządkował 29 DP dowództwu Armii „Prusy” gen. dyw. Stefana Dąb-Biernackiego.

### Mobilizacja
23 sierpnia zarządzono mobilizację jednostek w Okręgu Korpusu III (Grodno). Mobilizacja 81 pułku Strzelców Grodzieńskich rozpoczęła się o świcie 24 sierpnia i przebiegała ściśle według planów mobilizacyjnych.
Procent stawiennictwa żołnierzy rezerwy był wysoki. Nie odnotowano kłopotów z uzbrojeniem, umundurowaniem i wyżywieniem. Od rana 27 sierpnia pułk w pełnym składzie „czasu W” skoncentrował się na Rumlówce. Transporty kolejowe podstawiono jednak dopiero wieczorem 28 sierpnia. Pułk wyruszył w rejon koncentracji z czterdziestogodzinnym opóźnieniem trasą przez Białystok, Małkinię i Warszawę. 30 sierpnia wyładował się w Radziwiłłowie i zajął rejon wyjściowy do działań na północ od Rawy Mazowieckiej. 31 sierpnia oddziały pułku pomagały chłopom w pracach polowych i prowadziły ćwiczenia zgrywające. Dalsza pomoc oraz ćwiczenia oddziałów zaplanowano na 1 września.

### Działania bojowe

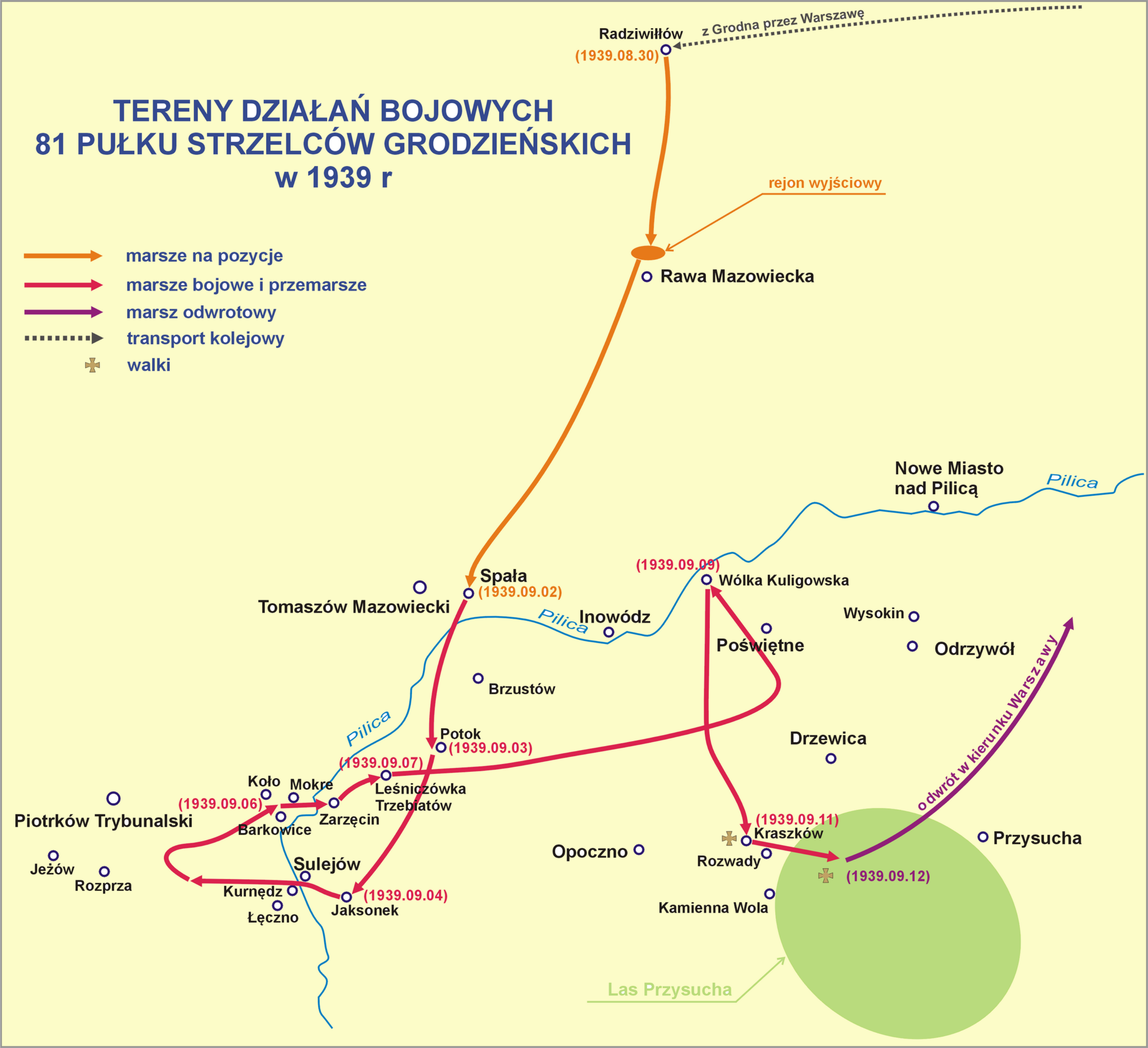

1 września pododdziały pułku znajdowały się w wyznaczonych rejonach wyjściowych do działań. W godzinach wieczornych dowódca pułku otrzymał zadanie przegrupować się do rejonu miejscowości Spała. Pułk wyruszył przed wieczorem 1 września i marszem nocnym do godzin rannych 2 września osiągnął wyznaczony rejon. Postój zorganizował w okalających Spałę lasach.
W południe rozkaz dowódcy 29 Dywizji nakazywał kolejne przegrupowanie. Tym razem pułk wykonał 28-kilometrowy marsz dzienny i osiągnął rejon lasu Potok i pozostawał tam do wieczora 3 września. Nocą pułk wykonał kolejny dziesięciokilometrowy marsz i zajął miejscowości: Dąbrowy, Józefowa i Jaksonka.
4 września odebrano oficerom i szeregowym dowody osobiste, legitymacje kawalerów Orderu Virtuti Militari i odesłano je do sztabu dywizji. Odnotowano też pierwsze trudności w zaopatrzeniu w żywność, zwłaszcza w chleb.
W tym dniu po raz pierwszy żołnierze pułku zetknęli się z oznakami wojny, obserwując bombardowanie Sulejowa przez Luftwaffe. Także w tym dniu napotkano pojedynczych szeregowych z różnych oddziałów, którzy nie mogli wylegitymować się rozkazem opuszczenia swych jednostek. Nawiązano też kontakt z sąsiednim 76 pp.
W godzinach popołudniowych na rozkaz dowódcy armii 81 pułk skierował drużynę kolarzy z kompanii zwiadowczej pod dowództwem ppor. Kazimierza Rzęśnego z dwoma karabinami maszynowymi i działkiem przeciwpancernym do dyspozycji 5 kompanii kpt. Sopoćki z 76 pp. Zadaniem kompanii było zabezpieczenie przejścia przez Pilicę w Przedborzu oddalonym o 30 km od miejsca postoju 81 pp. Wydzielony w ten sposób oddział nie powrócił już do grodzieńskiego pułku.
5 września gen. Dąb-Biernacki około godz. 18 przybył osobiście do miejsca postoju 81 pułku i w obecności płk. Ignacego Oziewicza wydał dowódcy grodzieńskiego pułku ustny rozkaz, w myśl którego 81 pp działając na lewym skrzydle 29 DP miał zająć odcinek Łodyńsko – Rozprza – Jeżów, maszerując po osi Jaksonek – Łęczno do miejscowości Rozprza.
By zachować odpowiednie tempo przegrupowania, ok. 20:00 pułk wyruszył marszem ubezpieczonym bez taborów. W straży przedniej maszerował I batalion kpt. Marciniaka wzmocniony bronią przeciwpancerną. Za nim przemieszczały się pozostałe bataliony, a jako patrol tylny kompania zwiadowców. Do przepraw na Pilicy w rejonie Kurnędza pułk dotarł po zmroku. Bród był dość płytki, jednakże grząski, ze stromymi brzegami trudnymi do pokonania dla nielicznych wozów amunicyjnych. Ze względu na to, iż przeprawa przeciągała się ponad czas zaplanowany, płk Banaszak nakazał po przebyciu brodu dalszy marsz straży przedniej i części kolumny sił głównych do wyznaczonego rejonu.
W godzinach nocnych oficer operacyjny 29 DP por. Chomiuk przekazał dowódcy 81 pp ustny rozkaz zmiany kierunku marszu. Pułk miał przejść niezwłocznie do rejonu Koło – Barkowice Mokre.
Przy podejściu do Sulejowa została ostrzelana szpica straży przedniej, przy której znajdował się dowódca pułku. Przechodząc prosto z marszu do natarcia, szpica dotarła wkrótce do centrum Sulejowa. Domniemanym „nieprzyjacielem” okazały się placówki 76 pp, którego pododdziały wcześniej wycofały się z tej miejscowości.
W czasie marszu z Sulejowa do lasu Barkowice Mokre pułk został ostrzelany przez lotnictwo nieprzyjaciela. W trakcie marszu zaginął dowódca II batalionu kpt. Krupiński.
6 września około godz. 8 rano pułk znalazł się w lesie Barkowice Mokre, zajmując obronę na skraju lasu w kierunku południowo-zachodnim. Wkrótce po wejściu pułku do lasu niemieckie lotnictwo rozpoczęło bombardowanie i ostrzeliwanie z broni pokładowej zgrupowanych tam oddziałów. Atak lotnictwa trwał od godz. 8:00 do godz. 15:00 unieruchamiając całkowicie pułk i powodując liczne ofiary. W rozpoznaniu brały udział jedynie patrole, które rozpoznały niemieckie kolumny pancerne posuwające się na Wolbórz. Pułk został częściowo oskrzydlony i znalazł się na tyłach kolumn pancernych nieprzyjaciela. Brak też było łączności ze sztabem 29 DP.
Wobec tej sytuacji płk Banaszak po południu 6 września podjął decyzję o przegrupowaniu pułku w kierunku Kozienic. Przegrupowanie to miało odbyć się skrycie lasami w celu uniknięcia walk z nieprzyjacielem. O godz. 19:00 pułk wyruszył w kierunku Zarzęcina. W nocy z 6 na 7 września przeprawił się przez Pilicę. Wtedy też odłączył się od pułku batalion mjr. Bolesława Szajdy i kompania zwiadowców por. Dubiaka.
Rano 7 września pułk (bez I batalionu i kompanii zwiadowców) osiągnął leśniczówkę Trzebiatów, gdzie zarządzono odpoczynek.
Po odpoczynku pułk wyruszył dalej lasami do Brzustowa i tam połączył się ze swoim I batalionem. W czasie przemieszczania kolumna sił głównych została ostrzelana kilkakrotnie przez dywersantów. Nie zdezorganizowało to jednak marszu pododdziałów.
8 września pułk skierował się w kierunku szosy radomskiej i Odrzywołu. Jednakże wysłany wcześniej na rozpoznanie patrol stwierdził obecność niemieckiej piechoty zmotoryzowanej na południe od Odrzywołu, wzdłuż szosy Drzewica – Nowe Miasto. Wobec tego dowódca pułku zawrócił pułk i 9 września o świcie zatrzymał się w lesie nad Pilicą w rejonie Wólki Kuligowskiej.
10 września po zapadnięciu zmroku pułk wyruszył spod Wólki Kuligowskiej do leśniczówki Huta po osi Radnice – Kraszków.
Rano 11 września szpica czołowa natknęła się pobliżu Kraszkowa na niemiecką kolumnę zaopatrzeniową. W wyniku walki niemiecka kolumna składająca się z 30 samochodów została doszczętnie zniszczona. Wzięto ośmiu jeńców. Straty pułku: dwóch zabitych i dwóch rannych.
Odgłosy walki zaalarmowały Niemców. Piechota wsparta czołgami zaatakowała pułk z kierunku miejscowości Rozwady. Atak odparto ogniem plutonu artylerii, działek przeciwpancernych i ciężkich karabinów maszynowych.
Ostatni etap drogi do lasu Przysucha pułk odbył nękany atakami lotnictwa. Na północ od Rozwad oddziały pułku natknęły się na rozbity i rozgrabiony tabor 25 pułku ułanów.
Do Lasu Przysucha pułk dotarł około godz. 15:00 11 września, nawiązując łączność ze zgrupowaniem 19 DP pod dowództwem płk. Tadeusza Pełczyńskiego.
W nocy z 11 na 12 września odpoczywające w Lesie Przysucha oddziały 81 pp były ostrzeliwane nękającym ogniem niemieckiej artylerii ciężkiej prowadzonym z kierunku Kamiennej Woli. Ostrzał trwał niemal całą noc. Żołnierze II batalionu, szukając osłony przed ogniem, rozproszyli się i pogubili w lesie. Było kilku zabitych i około trzydziestu rannych.
12 września o 12:00 płk Edward Banaszak zarządził odprawę dowódców pododdziałów pułku. Jeszcze w czasie trwania odprawy, ok. 14:00 na pozycje zajmowane przez żołnierzy polskich wyszło natarcie oddziałów niemieckich. Podwieziona samochodami piechota nieprzyjaciela rozpoczęła atak z zachodu i północy, posuwając się głównie wzdłuż dróg i przesiek. Walka przybierała niekorzystny dla pododdziałów pułku obrót. W czasie jej trwania kpt. lek. Jurkowski przyprowadził do miejsca postoju dowódcy grupę żołnierzy liczącą około czterdziestu pięciu rannych. Nie widząc innego wyjścia z sytuacji, dowódca pułku wydał rozkaz kpt. Jurkowskiemu wycofania rannych i odprowadzenia ich do najbliższego niemieckiego szpitala razem z ośmioma jeńcami wziętymi do niewoli pod Kraszkowem. Po kolejnych uderzeniach oddziałów niemieckich płk Banaszak zarządził odwrót w kierunku Warszawy.
W boju w Lesie Przysucha zginęło około dwudziestu żołnierzy pułku. Rozproszonych oddziałów nie udało się już ponownie zebrać. 81 pp, jako zwarta jednostka bojowa, przestał istnieć.
| Struktura organizacyjna i obsada personalna we wrześniu 1939 | Struktura organizacyjna i obsada personalna we wrześniu 1939 | Struktura organizacyjna i obsada personalna we wrześniu 1939 |
| Stanowisko                                                   | Stopień, imię i nazwisko                                     | Uwagi                                                        |
| Dowództwo                                                    | Dowództwo                                                    | Dowództwo                                                    |
| ------------------------------------------------------------ | ------------------------------------------------------------ | ------------------------------------------------------------ |
| dowódca pułku                                                | płk piech. Edward Banaszak                                   |                                                              |
| I adiutant                                                   | kpt. Mieczysław Michał Ciesiuński                            |                                                              |
| II adiutant                                                  | por. rez. inż. Franciszek Gawin                              |                                                              |
| kwatermistrz                                                 | kpt. piech. Czesław Polikarp Kalinowski                      |                                                              |
| naczelny lekarz                                              | kpt. dr Konrad Jurowski                                      |                                                              |
| oficer łączności                                             | por. Franciszek Zwaniecki                                    |                                                              |
| oficer informacyjny                                          | por. Jan Kamiński                                            |                                                              |
| dowódca kompanii gospodarczej                                | kpt. Bolesław Tworogal                                       |                                                              |
| płatnik                                                      | por. rez. Malesiński                                         |                                                              |
| oficer żywnościowy                                           | por. rez. Oppman                                             |                                                              |
| kapelmistrz                                                  | kpt. Tomasz Radziszewski                                     |                                                              |
| kapelan                                                      | ks. Antoni Hermanowski                                       |                                                              |
| I batalion                                                   |                                                              |                                                              |
| dowódca                                                      | mjr Piotr Marciniak                                          |                                                              |
| adiutant                                                     | ppor. rez. Kazimierz Stępniewski                             |                                                              |
| oficer żywnościowy                                           | ppor. rez. Zbigniew Stopczyk                                 |                                                              |
| płatnik                                                      | ppor. rez. Stefan Zaremba                                    |                                                              |
| dowódca plutonu łączności                                    | ppor. rez. Kazimierz Marcinkiewicz                           |                                                              |
| lekarz                                                       | por. lek. rez. dr Stanisław Obrębowski                       |                                                              |
| dowódca 1 kompanii                                           | ppor. Edward Sobczyk                                         |                                                              |
| dowódca 2 kompanii                                           | ppor. rez. Zytkiewicz                                        |                                                              |
| dowódca 3 kompanii                                           | por. Antoni Żogło                                            |                                                              |
| dowódca 1 kompanii ckm                                       | por. Edward Laszuk                                           |                                                              |
| II batalion                                                  |                                                              |                                                              |
| dowódca                                                      | kpt. Roman Krupiński                                         |                                                              |
| adiutant                                                     | por. rez. inż. Boron                                         |                                                              |
| oficer żywnościowy                                           | ppor. rez. Łukasz Dąbrowski                                  |                                                              |
| płatnik                                                      | ppor. rez. Stanisław Cieślewski                              |                                                              |
| dowódca plutonu łączności                                    | ppor. Otto Trambowicz                                        |                                                              |
| dowódca 4 kompanii                                           | por. Jerzy Kopczyński                                        |                                                              |
| dowódca 5 kompanii                                           | ppor. rez. Stefan Wrzosek                                    |                                                              |
| dowódca III plutonu                                          | ppor. Józef Biernat                                          | †IX 1939 z ran w Warszawie                                   |
| dowódca 6 kompanii                                           | ppor. rez. Stanisław Juszkiewicz                             |                                                              |
| dowódca 2 kompanii ckm                                       | ppor. Drozdowicz                                             |                                                              |
| dowódca plutonu broni towarzyszącej                          | ppor. rez. Stanisław Teśniarz                                |                                                              |
| III batalion                                                 |                                                              |                                                              |
| dowódca                                                      | mjr Bolesław Szajda                                          |                                                              |
| adiutant                                                     | ppor. rez. Mieczysław Baszyński                              |                                                              |
| płatnik                                                      | ppor. rez. Tokarski                                          |                                                              |
| dowódca plutonu łączności                                    | ppor. rez. Bieńkowski                                        |                                                              |
| lekarz                                                       | sierż. pchor. dr Kuklewski                                   |                                                              |
| dowódca 7 kompanii                                           | por. Zygmunt Józef Bieńkowski                                |                                                              |
| dowódca 8 kompanii                                           | ppor. rez. Wolejko                                           |                                                              |
| dowódca 9 kompanii                                           | kpt. Stefan Steś                                             |                                                              |
| dowódca 3 kompanii ckm                                       | por. Władysław Szlyk                                         |                                                              |
| Pododdziały specjalne                                        |                                                              |                                                              |
| dowódca kompanii przeciwpancernej                            | kpt. Konrad Stępień                                          |                                                              |
| dowódca kompanii zwiadowców                                  | por. Włodzimierz Dulniak                                     |                                                              |
| dowódca plutonu artylerii piechoty                           | kpt. Gustaw Bolesław Różycki                                 |                                                              |
| dowódca plutonu pionierów                                    | ppor. rez. Antoni Mrowiński                                  |                                                              |
| dowódca plutonu przeciwgazowego                              | sierż. Szydlak                                               |                                                              |
| dowódca plutonu łączności                                    | plut. pchor. rez. Zbigniew Łosiak                            |                                                              |

## Symbole pułkowe
Sztandar

Jeleń Świętego Huberta – motyw herbu Grodna i sztandaru Pułku Grodzieńskiego

Najważniejszym symbolem każdego pułku był jego sztandar. Społeczeństwo Grodna już na początku istnienia pułku postanowiło ofiarować mu chorągiew. Jednakże dopiero po zakończeniu działań wojennych sztandar został uroczyście przekazany 6 czerwca 1921 roku w Wilnie przez gen. Lucjana Żeligowskiego.
15 kwietnia 1922 przybył do Wilna Naczelny Wódz, Józef Piłsudski, by w imieniu Rzeczypospolitej objąć w posiadanie Ziemię Wileńską. 19 kwietnia udekorował on sztandar pułku Krzyżem Srebrnym Orderu Virtuti Militari.
Sztandar 81 psg po stronie lewej miał wyhaftowany na białym tle wizerunek modlącego się św. Kazimierza, patrona Wielkiego Księstwa Litewskiego i jelenia św. Huberta – herb Grodna. Wzdłuż górnej i dolnej krawędzi wyhaftowany napis, będący zawołaniem pułku: „Nie damy ziemi skąd nasz ród – tak nam dopomóż Bóg”.
Po prawej stronie umieszczono polski Krzyż Kawalerski z wizerunkiem srebrnego orła w koronie otoczonego wieńcem laurowym. Na ramionach Krzyża Kawalerskiego umieszczony był napis: Pułk I Strzelców Grodzieńskich, (na górnym i dolnym ramieniu). Boczne zaś ozdabiał napis „Honor i Ojczyzna”. Pomiędzy ramionami Krzyża wyhaftowane były wieńce z numerem pułku (I).
Od 28 stycznia 1938 roku chorągiew pułkowa zaczęła być oficjalnie nazywana sztandarem.
Odznaka pamiątkowa
15 stycznia 1929 roku Minister Spraw Wojskowych Pierwszy Marszałek Polski Józef Piłsudski zatwierdził wzór i regulamin odznaki pamiątkowej 81 pułku piechoty. Odznaka o wymiarach 41×26 mm ma kształt krzyża otoczonego wieńcem laurowym. Na skrzyżowaniu ramion umieszczono herb Ziemi Grodzieńskiej. Na ramionach krzyża widniał napis „12 listop. 1918 r. Grodzieński P. Strz.” Odznaka była wykonana z białego metalu lub srebra.
Prawo do jej noszenia przysługiwało żołnierzom, którzy przesłużyli w pułku: w czasie działań na froncie przez sześć miesięcy, a w batalionie zapasowym przez okres dwóch lat. W czasie pokoju oficerom i podoficerom zawodowym po dwóch latach służby w pułku, a szeregowym i podoficerom niezawodowym po odbyciu obowiązkowej służby czynnej. Nadawał ją dowódca pułku na wniosek dowódcy kompanii, zatwierdzony przez dowódcę batalionu i zastępcę dowódcy pułku. W wyjątkowych wypadkach nadawano odznakę osobom fizycznym i prawnym za wybitne zasługi dla pułku. Wręczano ją 12 listopada lub w terminie zwolnienia szeregowych do rezerwy. Za okres 10 lat nienagannej służby nadawano oficerom i podoficerom odznakę pamiątkową pułku w złocie. Oryginał (pierwowzór) odznaki pułkowej przechowywany był w pułkowym muzeum.
Odznaka specjalna

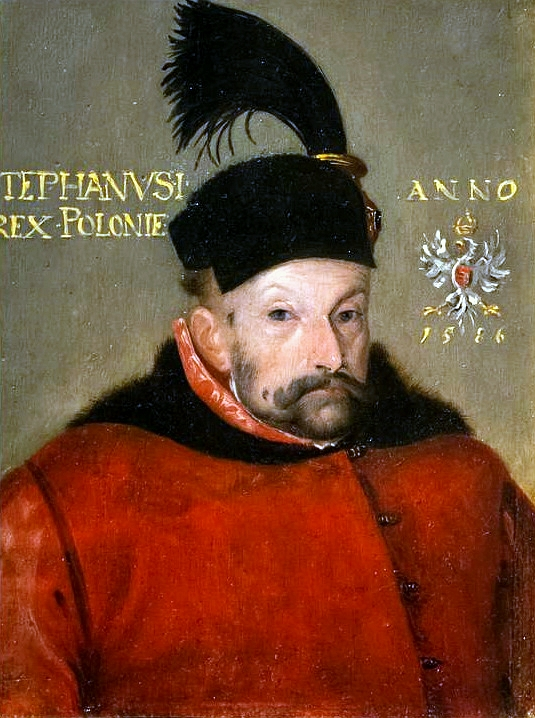
Stefan Batory, patron 81 pp

W 1933 minister spraw wojskowych Józef Piłsudski nadał pułkowi nazwę Pułk Strzelców Grodzieńskich im. Króla Stefana Batorego. Z nazwą tą wiąże się kształt odznaki specjalnej noszonej na naramiennikach – były to inicjały „SB” z koroną. Wzór odznaki specjalnej ostatecznie został zatwierdzony w 1936 przez ministra spraw wojskowych Tadeusza Kasprzyckiego.
Hymn Batorowców
Z Siedmiogrodzkiej przybył ziemi
Król Stefan Batory Wielki
Z Siedmiogrodzkiej przybył ziemi
Drżał przed królem ród nasz wielki
Gromił cary i bojary
Zdobył Połock, Wielkie Łuki
Wrócił Polsce wieki złote
Dbał o sławę i o sztuki
My się, my się, my się, my się
Staropolskie kochajmy się (bis)
Prawą ręką Batorego
Tym co zawsze radą służył
Był Zamoyski Hetman Wielki
On to wojsko w bój prowadził
Gromił cary i bojary...
Cieszmy się bracia nadzieją
Że nadejdą lepsze czasy
Że nam jeszcze zajaśnieją
Karabele, słuckie pasy
Kontusze, kołpaki rysie
I one zwyczaje dawne
Nade wszystko owo sławne
Staropolskie kochajmy się
My się, my się...

## Strzelcy grodzieńscy

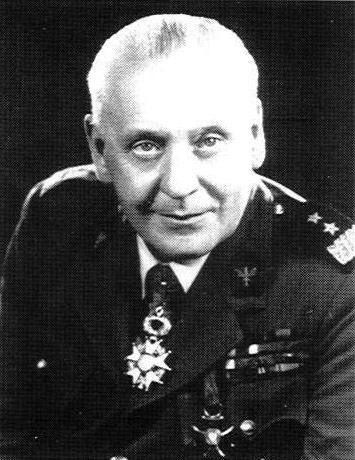
gen. Stanisław Maczek – dowódca pułku (1929–1934)

Dowódcy pułku
- mjr piech. Jan Jackiewicz (od 12 XI 1918)
- mjr piech. Bronisław Bohaterewicz (p.o. od 23 I 1919)
- płk piech. Franciszek Ostrowski (od III 1919)
- ppłk piech. Kazimierz Rybicki (od 14 VII 1919)
- mjr piech. Bronisław Bohaterewicz (od 6 XII 1919)
- ppłk piech. Seweryn Rymaszewski (18 X – † 19 XI 1920)
- ppłk piech. Bolesław Waśkiewicz (od 19 XI 1920)
- ppłk piech. Mieczysław Kaleński-Jaśkiewicz (p.o. od 17 V 1922)
- ppłk piech. Robert Risy (do 13 VI 1923 → Rezerwa Oficerów Sztabowych DOK V[46])
- ppłk / płk piech. Władysław Wojtkiewicz (13 VI 1923[46] – III 1929)
- ppłk / płk dypl. Stanisław Maczek (III 1929 – 28 II 1935)
- płk piech. Edward Banaszak (4 VII 1935 – 12 IX 1939)

Zastępcy dowódcy pułku (od 1938 roku – I zastępca dowódcy)
- ppłk piech. Władysław Wojtkiewicz (10 VII 1922 – 13 VI 1923 → dowódca pułku)
- ppłk SG Mieczysław Wyżeł-Ścieżyński (od 1 VIII 1923[48])
- mjr / ppłk piech. Józef Wildmann (15 III 1924[49] – 20 III 1928 → dyspozycja dowódcy OK III[50])
- ppłk dypl. piech. Edward Perkowicz (26 IV 1928[51] – XII 1930 → stan nieczynny)
- ppłk piech. Antoni Wandtke (do XI 1935 → dowódca 76 pp)
- ppłk piech. Józef Synoś (od 1936 )
- ppłk dypl. piech. Zygmunt Cetnerowski (1939[52])

II zastępca
- mjr / ppłk piech. Stefan Mrozek (IV 1935[53] – 1939[52])

### Żołnierze 81 pułku piechoty – ofiary zbrodni katyńskiej
Biogramy ofiar zbrodni katyńskiej znajdują się między innymi w bazach udostępnionych przez Ministerstwo Kultury i Dziedzictwa Narodowego oraz Muzeum Katyńskie.
| Nazwisko i imię     | stopień              | zawód                     | miejsce pracy przed mobilizacją | zamordowany |
| ------------------- | -------------------- | ------------------------- | ------------------------------- | ----------- |
| Bielski Stanisław   | porucznik rezerwy    | inżynier leśnictwa        | komisarz ochrony lasów Sieradz  | Katyń       |
| Bujnowski Zygmunt   | podporucznik rezerwy | inżynier budownictwa      | Firma „Pale-Franki”             | Katyń       |
| Kunda Edmund        | porucznik rezerwy    | nauczyciel                | szkoła powszechna w Grodnie     | Katyń       |
| Marcinkowski Jerzy  | podporucznik rezerwy | inżynier                  | Zarząd Miejski w Warszawie      | Katyń       |
| Moser Leopold       | porucznik w st. sp.  |                           |                                 | Katyń       |
| Stęplewski Jan      | porucznik rezerwy    |                           | Bank GK w Warszawie             | Katyń       |
| Urbański Bronisław  | podporucznik rezerwy |                           |                                 | Katyń       |
| Cydzik Zygmunt      | podporucznik rezerwy | urzędnik                  |                                 | Charków     |
| Gajlewicz Kazimierz | podporucznik rezerwy |                           |                                 | Charków     |
| Lange Henryk        | podporucznik rezerwy | technik przemysłu leśnego |                                 | Charków     |
| Lewandowski Józef   | chorąży              | żołnierz zawodowy         | (e)                             | Charków     |
| Marcinek Antoni     | podporucznik rezerwy | lekarz weterynarii        |                                 | Charków     |
| Markowski Stefan    | porucznik rezerwy    | urzędnik                  |                                 | Charków     |
| Pawłowski Roman     | podporucznik rezerwy | lekarz                    |                                 | Charków     |
| Pluta Adam          | podporucznik rezerwy | nauczyciel                | szkoła w Wysokim                | Charków     |
| Radziszewski Tomasz | kapitan              | żołnierz zawodowy         | kapelmistrz 81 pp               | Charków     |
| Rutkowski Stanisław | podporucznik rezerwy | urzędnik                  | Zarząd Miejski w Grodnie        | Charków     |
| Samek Stanisław     | porucznik            | żołnierz zawodowy         | dowódca 2 kkm 8 pp Leg.         | Charków     |
| Sarnosiek Witold    | podporucznik rezerwy | inżynier rolnik           |                                 | Charków     |
| Wardecki Tadeusz    | podporucznik rezerwy |                           |                                 | Charków     |
| Wolny Dobrosław     | porucznik rezerwy    | inżynier                  |                                 | Charków     |
| Wróblewski Zygmunt  | podporucznik rezerwy | inżynier chemik           | pracował w Warszawie            | Charków     |
| Michajłowicz Józef  | chor. rez.           | urzędnik                  |                                 | ULK         |

## Pamięć o pułku
O historii 81 pułku Strzelców Grodzieńskich powstało wiele opracowań, m.in. monografia Jerzego Lisickiego wydana w 1995 przez Muzeum Wojska w Białymstoku. W okresie III Rzeczypospolitej tradycje pułku kultywował 3 batalion zmechanizowany 29 Szczecińskiej Brygady Zmechanizowanej im. Króla Stefana Batorego. Ponadto jedna z ulic Radzymina nosi imię „Strzelców Grodzieńskich”.

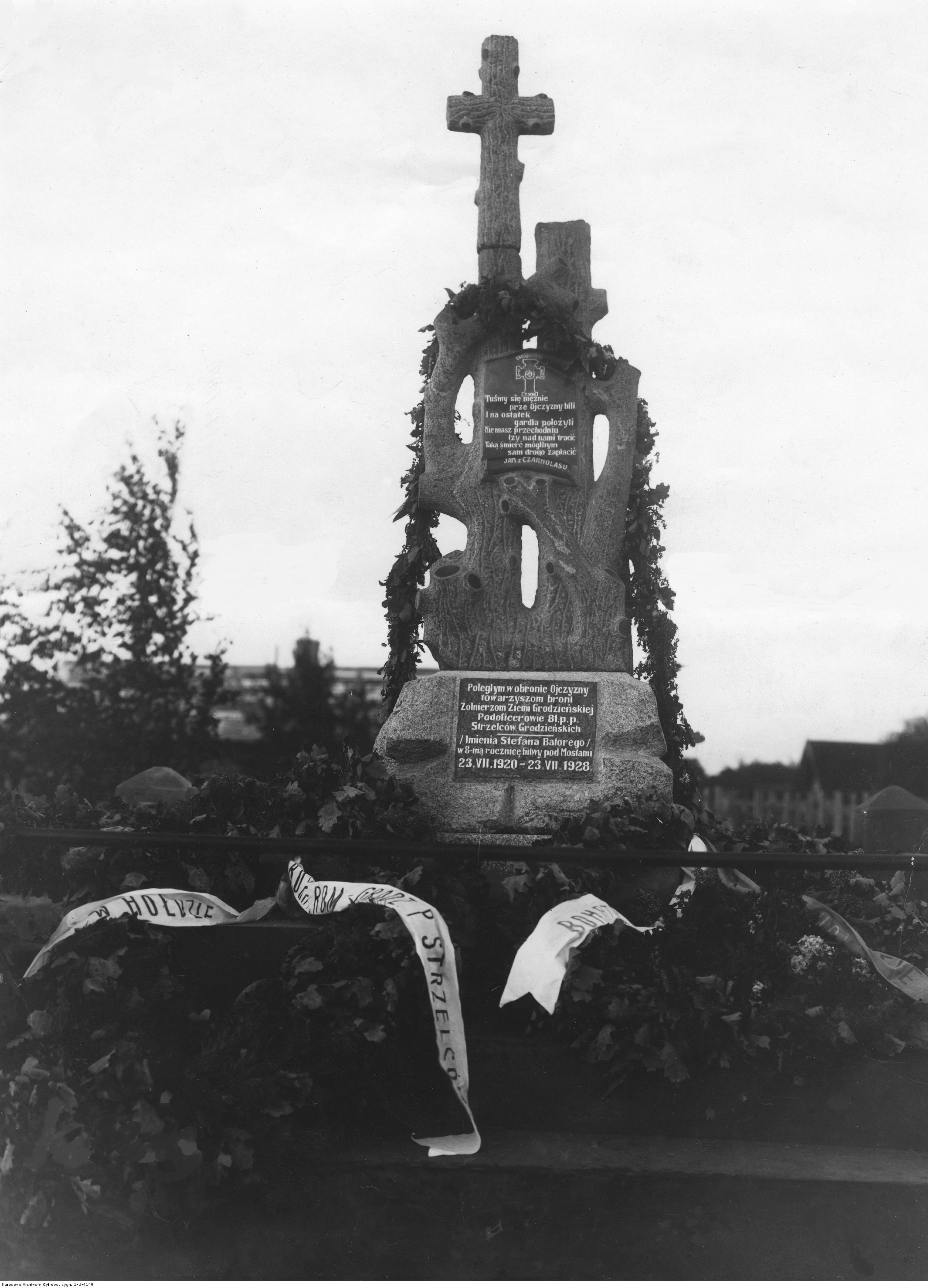
Pomnik ku czci poległych w 1920 żołnierzy Grodzieńskiego ps w Mostach
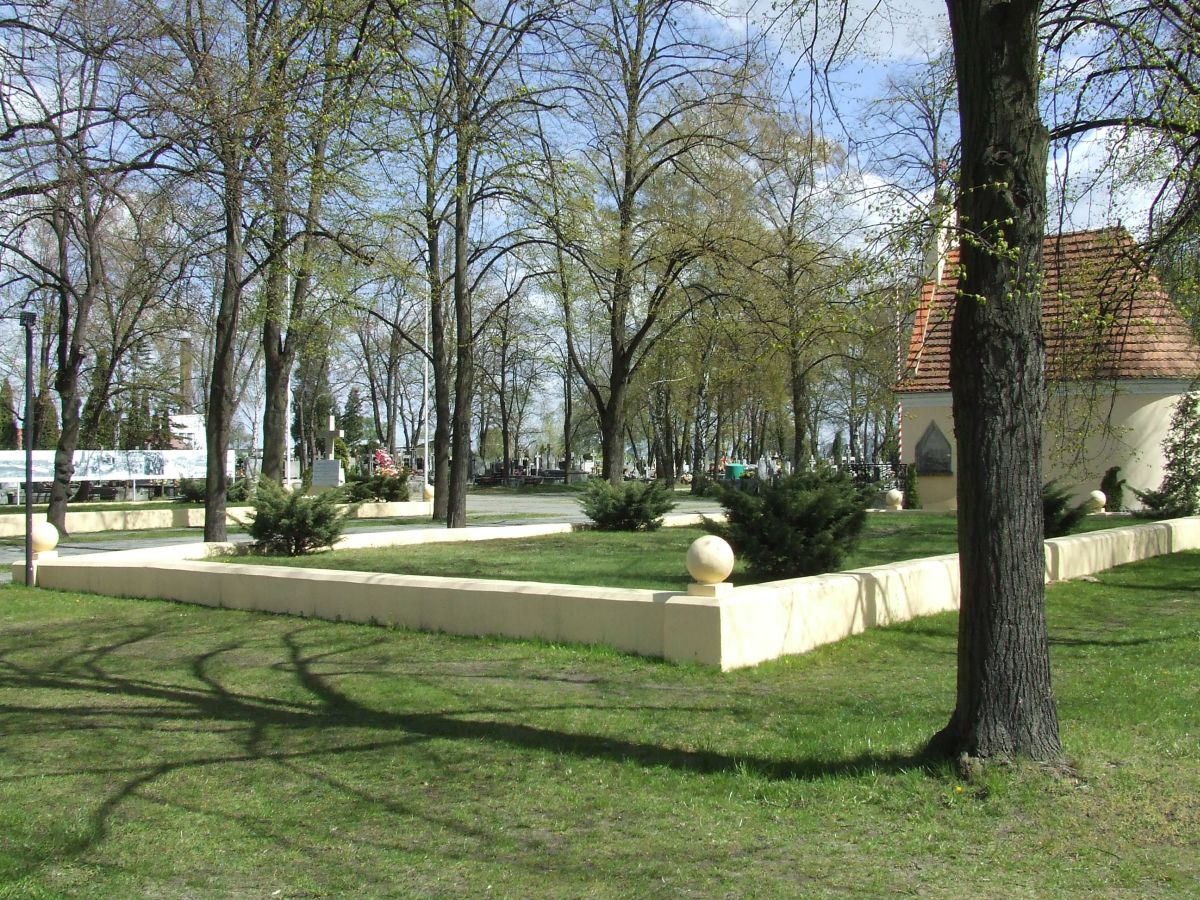
Kwatera żołnierzy poległych pod Radzyminem w 1920
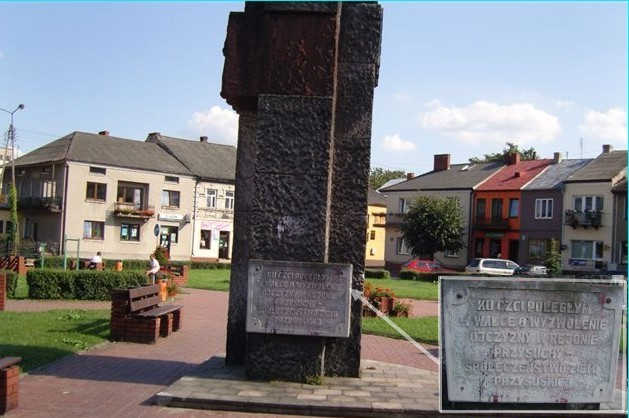
Przysucha – pomnik ku czci poległych żołnierzy w 1939
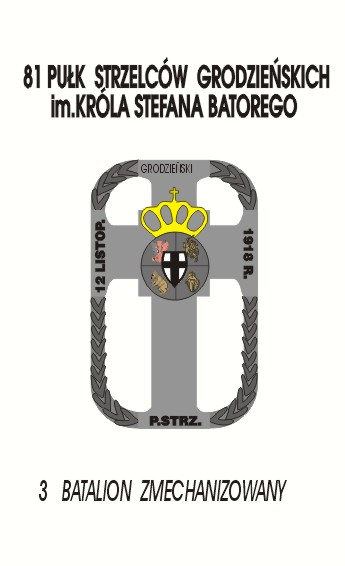
Plakat symbolizujący kultywowanie tradycji 81 pp przez 3/29 BZ